# Eurasien-Abteilung des Deutschen Archäologischen Instituts

Logo des Deutschen Archäologischen Institutes

Die Eurasien-Abteilung des Deutschen Archäologischen Instituts (DAI), einer Bundesanstalt im Geschäftsbereich des Auswärtigen Amts, wurde zum 1. Januar 1995 mit dem Ziel gegründet, die Wechselwirkungen zwischen den nomadischen und sesshaften Kulturen des eurasischen Steppenraumes und der südlich angrenzenden Gebiete von der Vorgeschichte bis ins Mittelalter zu erforschen. Daneben steht das Verhältnis von technischen Innovationen und sozialen Prozessen sowie die Verbreitung von Innovationen im eurasischen Raum im Zentrum der Forschungen. Das Arbeitsgebiet umfasst das Territorium der Russischen Föderation, der GUS-Staaten sowie benachbarter Länder (Iran, Afghanistan, Pakistan, Mongolei, Volksrepublik China). Erster Direktor der Abteilung ist derzeit Svend Hansen.

## Geschichte und Aufgaben
Mit den politischen Veränderungen auf dem Gebiet der Sowjetunion ergaben sich auch im wissenschaftlichen Bereich neue Möglichkeiten zu Kooperationen. In diesem Klima wurde die Eurasien-Abteilung gegründet, gleichzeitig wechselte die Zuständigkeit für die Archäologie der Steppe zwischen Ural und Pazifik innerhalb des DAI von der Kommission für Archäologie Außereuropäischer Kulturen zur Eurasien-Abteilung. Heute bestehen verschiedene Kooperationsverträge mit wissenschaftlichen Einrichtungen in den Ländern des Forschungsgebiets. Internationalen Fachwissenschaftlern bietet die Eurasien-Abteilung wichtige Infrastruktur und die Möglichkeit, ihre Forschungsergebnisse in anerkannten Publikationsreihen zu präsentieren.
1997 zog die Eurasien-Abteilung von der Leipziger Straße in Berlin-Mitte in die Straße Im Dol in Berlin-Dahlem um, wo sie bis heute untergebracht ist.

## Bibliothek
Zur Gründung der Abteilung wurden die Buchbestände des Bereichs für Ur- und Frühgeschichte des Zentralinstituts für Alte Geschichte und Archäologie der Akademie der Wissenschaften der DDR mit Teilen der Bibliothek der Abteilung Teheran, die von dort nach Berlin zurückgeholt wurden, zusammengelegt und so eine wissenschaftliche Bibliothek geschaffen, deren Sammelgebiet vor allem Literatur zur Archäologie auf den Gebieten der Russischen Föderation, der GUS-Staaten, Irans, Afghanistans, Pakistans, der Mongolei und Chinas sowie der prähistorischen Archäologie Mittel- und Osteuropas umfasst. Ein weiterer Schwerpunkt sind Schriften zur archäologischen Theorie und Methode sowie zur Archäometrie. Der Gesamtbestand umfasst ca. 77.500 Bände, die großteils über den Bibliothekskatalog ZENON der DAI-Bibliotheken erschlossen sind. Hier findet sich auch die abgeschlossene Bibliographie zur Archäologie Eurasiens bis 2001.

## Publikationen
Von der Eurasien-Abteilung wird seit 1995 die Zeitschrift Eurasia Antiqua. Zeitschrift für Archäologie Eurasiens als Publikationsorgan der Abteilung herausgegeben. Die Zeitschrift Archäologische Mitteilungen aus Iran und Turan (bis 1996 Archäologische Mitteilungen aus Iran), die bis 1994 von der Abteilung Teheran des DAI herausgegeben wurde, wird seitdem von der Eurasien-Abteilung weitergeführt. Seit 1993 erscheint in zwangloser Folge die Monographienreihe Materialien zur iranischen Archäologie, seit 1996 Archäologie in Eurasien, seit 1997 Archäologie in Iran und Turan sowie Kolloquien zur Vor- und Frühgeschichte und seit 2009 Archäologie in China. Die Eurasien-Abteilung ist weiterhin (Mit-)Herausgeber der Publikationsreihen Iranische Denkmäler, Pontus Septentrionalis und Steppenvölker Eurasiens.

## Direktoren
- Hermann Parzinger (1995–2003)
- Svend Hansen (seit 2003)

## Außenstelle Teheran
Seit 1996 gehört die 1961 gegründete Abteilung Teheran, die zuvor selbstständiger Teil des DAI war, als Außenstelle zur Eurasien-Abteilung. Die Außenstelle Teheran wird von Barbara Helwing geleitet.

## Außenstelle Peking
Am 13. November 2009 wurde eine Kooperationsvereinbarung zwischen der Chinesischen Akademie für das Kulturerbe der Volksrepublik China und dem DAI getroffen und damit die Außenstelle Peking der Eurasien-Abteilung gegründet. Ebenfalls 2009 mietete das DAI Büroräumlichkeiten in Peking an. Das Deutsche Archäologische Institut ist damit die erste und einzige ausländische, auf Archäologie und Denkmalschutz ausgerichtete, Forschungsinstitution mit fester Niederlassung in China. Die Außenstelle Peking wird von Mayke Wagner geleitet.

## Belege
1. ↑  ZENON Katalog der Eurasien-Abteilung